# Киивит, Арно Петрович
Арно Петрович Киивит — советский хозяйственный, государственный и политический деятель, Герой Социалистического Труда.

## Биография
Родился в 1934 году в деревне Аакре. Член КПСС с 1961 года.
С 1953 года — на хозяйственной, общественной и политической работе. В 1953—1994 гг. — горнорабочий очистного забоя, бригадир-машинист горного комбайна шахты № 4 треста/производственного объединения «Эстонсланец» в городе Кохтла-Ярве Эстонской ССР.
Указом Президиума Верховного Совета СССР от 20 февраля 1974 года за проявленную трудовую доблесть и достижение выдающихся успехов в выполнении заданий пятилетки по добыче сланца и повышению производительности труда присвоено звание Героя Социалистического Труда с вручением ордена Ленина и золотой медали «Серп и Молот».
Избирался депутатом Верховного Совета СССР 9-го созыва.
Делегат XXV съезда КПСС.
Жил в Кохтла-Ярве.